# Haworthia cooperi var. truncata
Haworthia cooperi var. truncata, és una varietat de Haworthia cooperi del gènere Haworthia de la subfamília de les asfodelòidies.

## Descripció
Haworthia cooperi var. truncata és una planta suculenta sense tija que sembla un petit raïm i fa petites colònies grasses, de fins a 7,5 cm de diàmetre. Produeix molts fillols i té un creixement més minso. Les fulles són carnoses, suaus i vidrioses (gairebé transparents), de 20 a 25 per roseta, de punta rodona, una mica esfèriques amb bonics patrons translúcids de color verd blau; Es tornen rogenques amb massa sol o amb poca aigua. Les flors són blanquinoses i apareixen en peduncles simples de fins a 30 cm de llargada de primavera a estiu.

## Distribució i hàbitat
Aquesta varietat creix a la província sud-africana del Cap Oriental, al nord de East London.

## Taxonomia
Haworthia cooperi var. truncata va ser descrita per (H.Jacobsen) M.B.Bayer i publicat a Haworthia Revisited: 55, a l'any 1999.
Etimologia
Haworthia: nom en honor del botànic britànic Adrian Hardy Haworth (1767-1833).
cooperi: epítet que honora al botànic i explorador de plantes anglès Thomas Cooper (1815-1913) que va recol·lectar plantes a Sud-àfrica del 1859 al 1862.
var. truncata: epítet llatí que significa "truncat, tallat".
Sinonímia
- Haworthia obtusa f. truncata H.Jacobsen, Natl. Cact. Succ. J. 10: 81 (1955).
- Haworthia ikra Breuer, Gen. Haworthia 1: 7 (2010).[7]